# Katedra Najświętszej Maryi Panny Wspomożenia Wiernych w Shillongu
Katedra Najświętszej Maryi Panny Wspomożenia Wiernych w Shillongu jest rzymskokatolicką katedrą w indyjskim mieście Shillong oraz siedzibą arcybiskupa Shillong i główną świątynią archidiecezji Shillong. Katedra znajduje się w dzielnicy Laitumkhrah.

## Historia
Dwa dni po niszczącym pożarze, 12 kwietnia 1936, który był niedzielą wielkanocną, dniu, w którym chrześcijanie na całym świecie świętują powstanie Jezusa Chrystusa z martwych, ojciec Stephan Ferrando SDB, który wcześniej 14 marca tego samego roku właśnie przejął obowiązki drugiego biskupa Shillongu, pocieszał zbolałych ludzi z wciąż jeszcze dymiących ruin pięknego kościoła katedralnego. Przypomniał im, że każdy Wielki Piątek poprzedza cudowny dzień Zmartwychwstania. Zapowiedział, że pewnego dnia na miejscu zniszczonej katedry, powstanie inny kościół cudowniejszy i piękniejszy. 15 listopada 1947 przewidywanie sprawdziło się gdy zainaugurował i konsekrował nowy kościół katedralny.